# Palau na Letnich Igrzyskach Olimpijskich 2004
Reprezentacja Palau na Letnich Igrzyskach Olimpijskich 2004 w Atenach liczyła cztery osoby (dwóch mężczyzn i dwie kobiety).

## Wyniki

### Lekkoatletyka

#### 100 m kobiet
Ngerak Florencio zajęła 7. miejsce w swoim biegu eliminacyjnym z czasem 12,76 s, co było jej nowym rekordem życiowym. Wygrała Białorusinka Julija Nieściarenka

#### 200 m mężczyzn
Russel Roman z czasem 24,89 s zajął ostatnie miejsce w swoim biegu eliminacyjnym. Zwyciężył Amerykanin Shawn Crawford

### Pływanie

#### 50 m stylem dowolnym kobiet
Zaledwie 15-letnia Evelyn Otto wystartowała w wyścigu na 50 metrów stylem dowolnym. W swoim starcie osiągnęła czas 33,04 s, co dało jej szóste miejsce w swoim wyścigu (na osiem zawodniczek) i 70. miejsce wśród 73 pływaczek sklasyfikowanych w eliminacjach. Wygrała Holenderka Inge de Bruijn.

### Zapasy

#### kategoria wagowa do 96 kg
John Tarkong Jr zajął w stawce 21 zawodników przedostatnie miejsce, przegrywając z Kirgizem Gienadijem Chaidze i Bułgarem Kalojanem Dinczewem. Wygrał Egipcjanin Karam Ibrahim.